# Esqui alpino nos Jogos Olímpicos de Inverno de 2014
As competições de esqui alpino nos Jogos Olímpicos de Inverno de 2014 foram disputadas no Centro Alpino Rosa Khutor, na Clareira Vermelha, em Sóchi, entre os dias 9 e 22 de fevereiro. Dez eventos foram realizados.

## Programação
A seguir está a programação da competição para os dez eventos da modalidade.
Horário local (UTC+4).
| Data            | Horário | Evento                               |
| --------------- | ------- | ------------------------------------ |
| 9 de fevereiro  | 11:00   | Downhill masculino                   |
| 10 de fevereiro | 11:00   | Combinado feminino – downhill        |
| 10 de fevereiro | 15:00   | Combinado feminino – slalom          |
| 12 de fevereiro | 11:00   | Downhill feminino                    |
| 14 de fevereiro | 11:00   | Combinado masculino – downhill       |
| 14 de fevereiro | 15:30   | Combinado masculino – slalom         |
| 15 de fevereiro | 11:00   | Super-G feminino                     |
| 16 de fevereiro | 10:00   | Super-G masculino                    |
| 18 de fevereiro | 10:00   | Slalom gigante feminino – descida 1  |
| 18 de fevereiro | 13:30   | Slalom gigante feminino – descida 2  |
| 19 de fevereiro | 10:00   | Slalom gigante masculino – descida 1 |
| 19 de fevereiro | 13:30   | Slalom gigante masculino – descida 2 |
| 21 de fevereiro | 15:45   | Slalom feminino – descida 1          |
| 21 de fevereiro | 19:15   | Slalom feminino – descida 2          |
| 22 de fevereiro | 15:45   | Slalom masculino – descida 1         |
| 22 de fevereiro | 19:15   | Slalom masculino – descida 2         |

## Qualificação
Um máximo de 320 quotas (mais tarde ajustado para 350 pela Federação Internacional de Esqui) estavam disponíveis para atletas competirem nos Jogos. Um máximo de 22 atletas poderiam ser inscritos por um Comitê Olímpico Nacional, sendo um máximo de 14 homens e 14 mulheres. Existiram dois critérios de qualificação para os jogos: um padrão A e um padrão B.

## Medalhistas
Masculino
| Evento                  | Ouro                          | Prata                               | Bronze                                              |
| ----------------------- | ----------------------------- | ----------------------------------- | --------------------------------------------------- |
| Downhill detalhes       | Matthias Mayer AUT Áustria    | Christof Innerhofer ITA Itália      | Kjetil Jansrud NOR Noruega                          |
| Combinado detalhes      | Sandro Viletta SUI Suíça      | Ivica Kostelić CRO Croácia          | Christof Innerhofer ITA Itália                      |
| Slalom detalhes         | Mario Matt AUT Áustria        | Marcel Hirscher AUT Áustria         | Henrik Kristoffersen NOR Noruega                    |
| Slalom gigante detalhes | Ted Ligety USA Estados Unidos | Steve Missillier FRA França         | Alexis Pinturault FRA França                        |
| Super-G detalhes        | Kjetil Jansrud NOR Noruega    | Andrew Weibrecht USA Estados Unidos | Jan Hudec CAN Canadá Bode Miller USA Estados Unidos |

Feminino
| Evento                  | Ouro                                              | Prata                          | Bronze                           |
| ----------------------- | ------------------------------------------------- | ------------------------------ | -------------------------------- |
| Downhill detalhes       | Tina Maze SLO Eslovênia Dominique Gisin SUI Suíça | nenhuma                        | Lara Gut SUI Suíça               |
| Combinado detalhes      | Maria Höfl-Riesch GER Alemanha                    | Nicole Hosp AUT Áustria        | Julia Mancuso USA Estados Unidos |
| Slalom detalhes         | Mikaela Shiffrin USA Estados Unidos               | Marlies Schild AUT Áustria     | Kathrin Zettel AUT Áustria       |
| Slalom gigante detalhes | Tina Maze SLO Eslovênia                           | Anna Fenninger AUT Áustria     | Viktoria Rebensburg GER Alemanha |
| Super-G detalhes        | Anna Fenninger AUT Áustria                        | Maria Höfl-Riesch GER Alemanha | Nicole Hosp AUT Áustria          |

## Quadro de medalhas
| Ordem | País               | Medalha de ouro | Medalha de prata | Medalha de bronze |    | Ordem por total |
| ----- | ------------------ | --------------- | ---------------- | ----------------- | -- | --------------- |
| 1     | AUT Áustria        | 3               | 4                | 2                 | 9  | 1               |
| 2     | USA Estados Unidos | 2               | 1                | 2                 | 5  | 2               |
| 3     | SUI Suíça          | 2               |                  | 1                 | 3  | 3               |
| 4     | SLO Eslovênia      | 2               |                  |                   | 2  | 5               |
| 5     | GER Alemanha       | 1               | 1                | 1                 | 3  | 3               |
| 6     | NOR Noruega        | 1               |                  | 2                 | 3  | 5               |
| 7     | FRA França         |                 | 1                | 1                 | 2  | 5               |
|       | ITA Itália         |                 | 1                | 1                 | 2  | 5               |
| 9     | CRO Croácia        |                 | 1                |                   | 1  | 9               |
| 10    | CAN Canadá         |                 |                  | 1                 | 1  | 9               |
| TOTAL | TOTAL              | 11              | 9                | 11                | 31 | —               |